# حارة بيوت الجيش (الشيخ عثمان)
حارة بيوت الجيش هي إحدى حارات حي أول مايو الواقع بمديرية الشيخ عثمان التابعة لمحافظة عدن، بلغ تعداد سكانها 4768 نسمة حسب تعداد اليمن لعام 2004.